# Světlana Vysokovová
Světlana Jurjevna Vysokovová (rusky Светлана Юрьевна Высокова; * 12. května 1972 Krasnokamsk, Permský kraj, Ruská SFSR) je bývalá ruská a sovětská rychlobruslařka.
Na prvním mezinárodním závodě startovala v roce 1990, v několika dalších letech se však účastnila pouze sovětských a ruských závodů. Ve Světovém poháru debutovala v roce 1995, stejně jako na Mistrovství světa ve víceboji. Na mistrovství Evropy dosáhla nejlépe 8. místa v letech 2003 a 2006, na světových šampionátech na jednotlivých tratích dojela nejlépe sedmá v závodě na 5000 m v letech 2003 a 2004. Třikrát startovala na zimních olympijských hrách. Na ZOH 1998 byla dvanáctá v závodech na 3000 a 5000 m, na olympiádě 2006 se umístila na trati 3000 m osmnáctá a získala bronzovou medaili ve stíhacím závodě družstev, ve Vancouveru 2010 byla osmnáctá na třech kilometrech a třináctá na pěti kilometrech. Po sezóně 2009/2010 ukončila sportovní kariéru.